# Windenreute
Windenreute ist ein Stadtteil mit Ortschaftsverwaltung der Stadt Emmendingen im Südwesten von Baden-Württemberg.

## Geographie

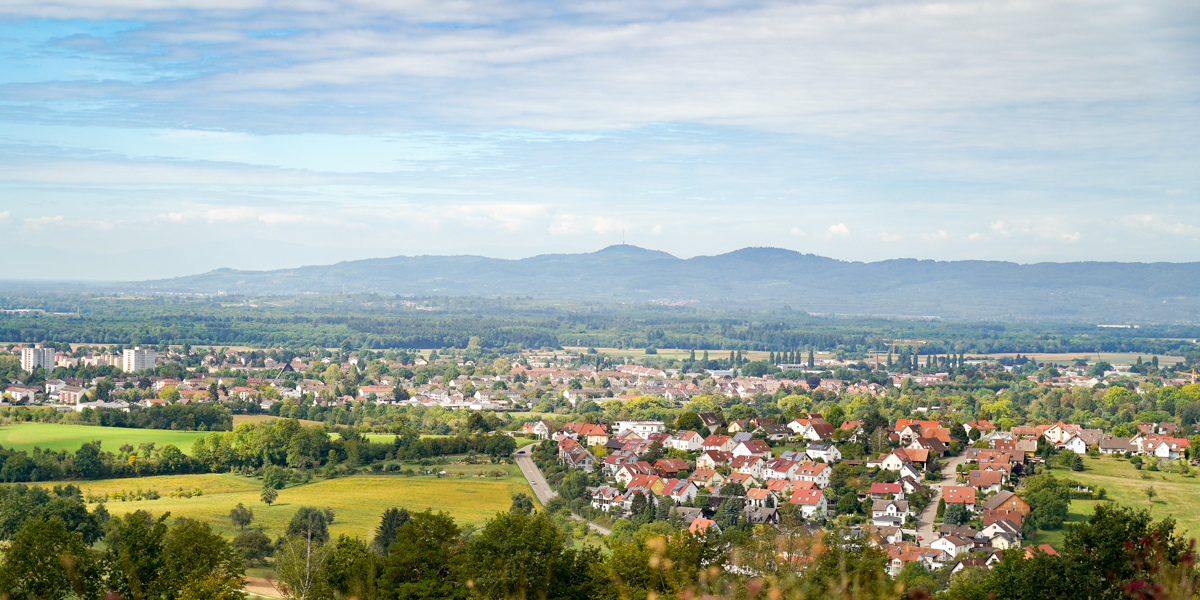
Windenreute mit Kaiserstuhl

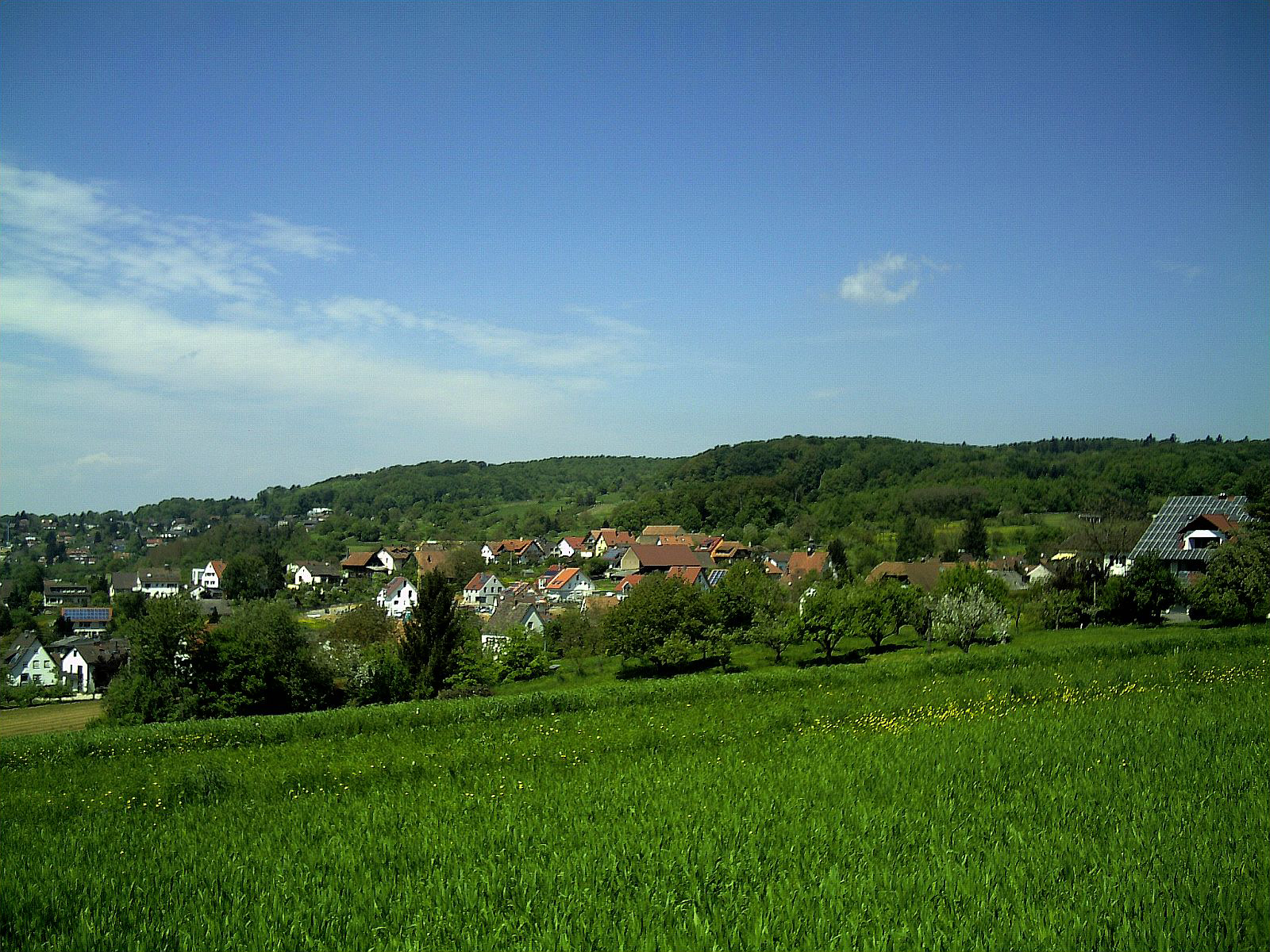
Windenreute von Osten gesehen

Windenreute liegt etwa zwei Kilometer östlich des Stadtzentrums von Emmendingen und rund 15 Kilometer nördlich des Oberzentrums Freiburg im Breisgau. Der Ortsteil von Emmendingen (Höhenlagen: 215 bis 279 Meter ü. NHN) liegt zum größeren Teil im südlichen Schwarzwald, genauer: in der Emmendinger Vorbergzone. Die am tiefsten gelegenen Areale gehören aber zum Oberrheingraben. Emmendingen und Windenreute werden naturräumlich auch zur Breisgauer Bucht gezählt. Die Siedlung Windenreute ist ein verzweigtes Dorf in Mulden- und Hanglage mit teils starker Geländeneigung und steilen Straßen. Zur Gemarkung von Windenreute gehört die Burgruine Hochburg (historisch: Hahberc, Hachberg), die vermutlich im 11. Jahrhundert erbaut wurde.

## Geschichte
Wann die Gemarkung des heutigen Orts Windenreute erstmals besiedelt wurde, ist nicht endgültig geklärt. Einige Hinweise deuten auf eine keltische Besiedelung vor der christlichen Zeitrechnung hin. Andere legen eine spätantike oder frühmittelalterliche Landnahme durch Alemannen nahe, die zur Gruppe der germanischen Stämme gehören. Aufgrund eines in Emmendingen gefundenen Schlag- und Bearbeitungswerkzeugs aus Sandstein (Klopfstein) vermutet man, dass die Region bereits von altsteinzeitlichen Jägern besucht wurde. Ein Bronzekessel, der am „Eiserner Steg“ über den Brettenbach auf Windenreuter Gemarkung entdeckt wurde, stammt aus dem 2. bis 1. Jahrhundert vor Christus, also aus keltischer Zeit.

Panoramafoto von Windenreute von Westen gesehen

Diese Fundorte liegen jedoch in tiefer gelegenen Teilen der Emmendinger bzw. Windenreuter Gemarkung, die zur Rheinebene gehören. In der Siedlungsforschung nimmt man an, dass bewaldete Höhenregionen oberhalb der Tiefländer und Flusstäler wie in der Emmendinger Vorbergzone erst ab der Zeit der Völkerwanderung besiedelt wurden, in diesem Fall nach der Einwanderung von Alemannen.
Die erste urkundliche Erwähnung des Dorfes „Winedoriuti“ stammt aus dem Hochmittelalter. Im Jahr 1094 n. Chr. übergab der regionale Grundherr Dietrich von Emmendingen dem Kloster Allerheiligen zu Schaffhausen Besitz in Windenreute. Diese Schenkung wurde letztlich zwar nicht rechtswirksam, aber klar dokumentiert. In weiteren Dokumenten wird der Ort „Windaruti“, „Windenruti“ und „Windenreuthen“ genannt. Im badischen Dialekt bezeichnet man die Gemeinde als „Wingeritte“ oder „Wingeriddi“.
Ortsnamensendungen wie -ruti und -reute (wie auch -rod, -rath oder -reuth) sind abgeleitet vom Begriff „Rodung“. Es handelt sich also um eine Siedlung in einem früheren Waldgebiet, wo durch Rodung Platz für Landwirtschaft und Gebäude geschaffen wurde. Der Name Winedoriuti/Windenreute stützt die Annahme, dass Siedler das Dorf systematisch erst in der früh- bis hochmittelalterlichen Phase der fränkisch-germanischen Landnahme und des Siedlungsausbaus in einer bewaldeten Hochlage gegründet haben.
Nach einer populären Ansicht ist der Namensteil „Winden“ darauf zurückzuführen, dass der Ort an einer windigen Stelle liegt. Einer Analyse von Flurnamen zufolge gibt es aber einen anderen Ursprung. Demnach bezeichneten die einwandernden Germanen die bereits in der Region lebenden Galloromanen (Kelten) als Walchen oder Winede. In der Rheinebene sind Flurnamen mit diesen Bezeichnungen selten, in der Vorbergzone jedoch häufiger. Das wird so gedeutet, dass diese Areale „Fluchtstationen“ der bei der Germanen-Einwanderung in die Höhe zurückweichenden Kelten waren. In dieselbe Richtung geht die Deutung der Bezeichnung „Fuchslöcher“ für bestimmte Flurstücke in Windenreute. So bezeichneten Kelten unergiebige Erzgänge. Die Flurnamen sprechen also dafür, dass vor den Alemannen schon Kelten in der Vorbergzone gelebt haben könnten. Demnach wäre die Bedeutung des Namens Winedoriuti „Ort nach Rodung durch keltisch-galloromanische Winede/Walchen“. Unzweifelhafte Beweise dafür gibt es aber nicht.

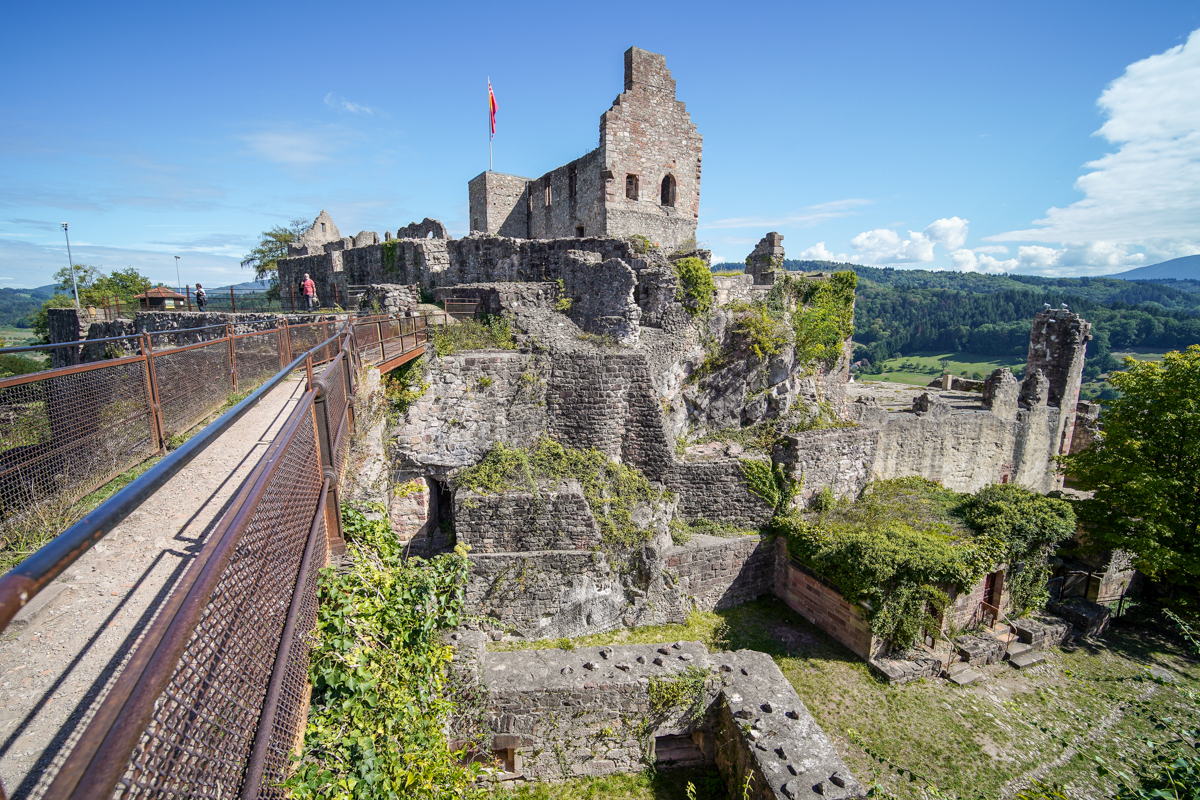
Burgruine Hochburg (Oberburg)

Zu Beginn des 13. Jahrhunderts erlangten die Markgrafen von Baden-Hachberg – eine Nebenlinie des Hauses Baden – auf der benachbarten Burg Hachberg (heute: Hochburg) die Herrschaft über Windenreute. Nach dem Heidelberger Schloss und der Burg Rötteln ist die Hochburg die drittgrößte Burganlage in Baden. Im Jahr 1127 wurde sie erstmals in einer Urkunde des Bischofs von Konstanz erwähnt. Im weiteren Verlauf gelangte sie in den Besitz der Markgrafen von Baden-Durlach. Der umfassende Ausbau zur Festung begann 1556. Ihre eindrucksvolle Größe verdankt sie den Konflikten der Reformationszeit und ihrer exponierten Lage. Denn hier grenzte das evangelische Baden an das katholische Vorderösterreich. Vorderösterreich ist ein Sammelname für die früheren Besitzungen der Habsburger westlich von Tirol und Bayern, unter anderem in Schwaben, Baden und im Elsass. Hauptteile des österreichischen Schwaben waren der Sundgau im südlichen Elsass und der Breisgau. Freiburg im Breisgau, das sich schon 1368 den Habsburgern unterstellt hatte, war lange das kulturelle Zentrum Vorderösterreichs. Emmendingen, Windenreute und die Hochburg jedoch lagen auf einem badischen „Sporn“, der in das vorderösterreichische Oberamt Breisgau hineinragte.
Am 19. Oktober 1796 fand nach Quellen aus dem 19. Jahrhundert die „Schlacht bei Emmendingen“ zwischen Österreichern unter Reichsfeldmarschall Erzherzog Karl von Österreich-Teschen und Franzosen unter den Befehlshabern General Jean Victor Marie Moreau und General Michel de Beaupuy statt. Die Österreicher konnten diese Schlacht für sich entscheiden. Sie war Teil des Ersten Koalitionskrieges zwischen – auf der einen Seite – den Großmächten Preußen und Österreich sowie einigen kleineren Mächten und auf der anderen Seite Frankreich. Ziel der Koalition war die Verteidigung der europäischen Monarchien gegen das revolutionäre Frankreich (1792 bis 1797).
Zum Zeitpunkt der Schlacht bei Emmendingen befanden sich die französischen Truppen auf dem Rückzug, sie überquerten wenig später den Rhein in Richtung Elsass. Der Sieg der österreichischen Truppen änderte an den hiesigen territorialen Gegebenheiten nichts. Windenreute blieb als Teil der Vogtei Emmendingen-Hachberg Territorium der protestantischen Markgrafschaft Baden-Durlach und wurde nicht vorderösterreichisch und damit nicht katholisch. Zwar waren nach der Schlacht vorübergehend österreichische Truppen in Emmendingen einquartiert, doch ein Übergang zu Vorderösterreich war damit nicht verbunden.

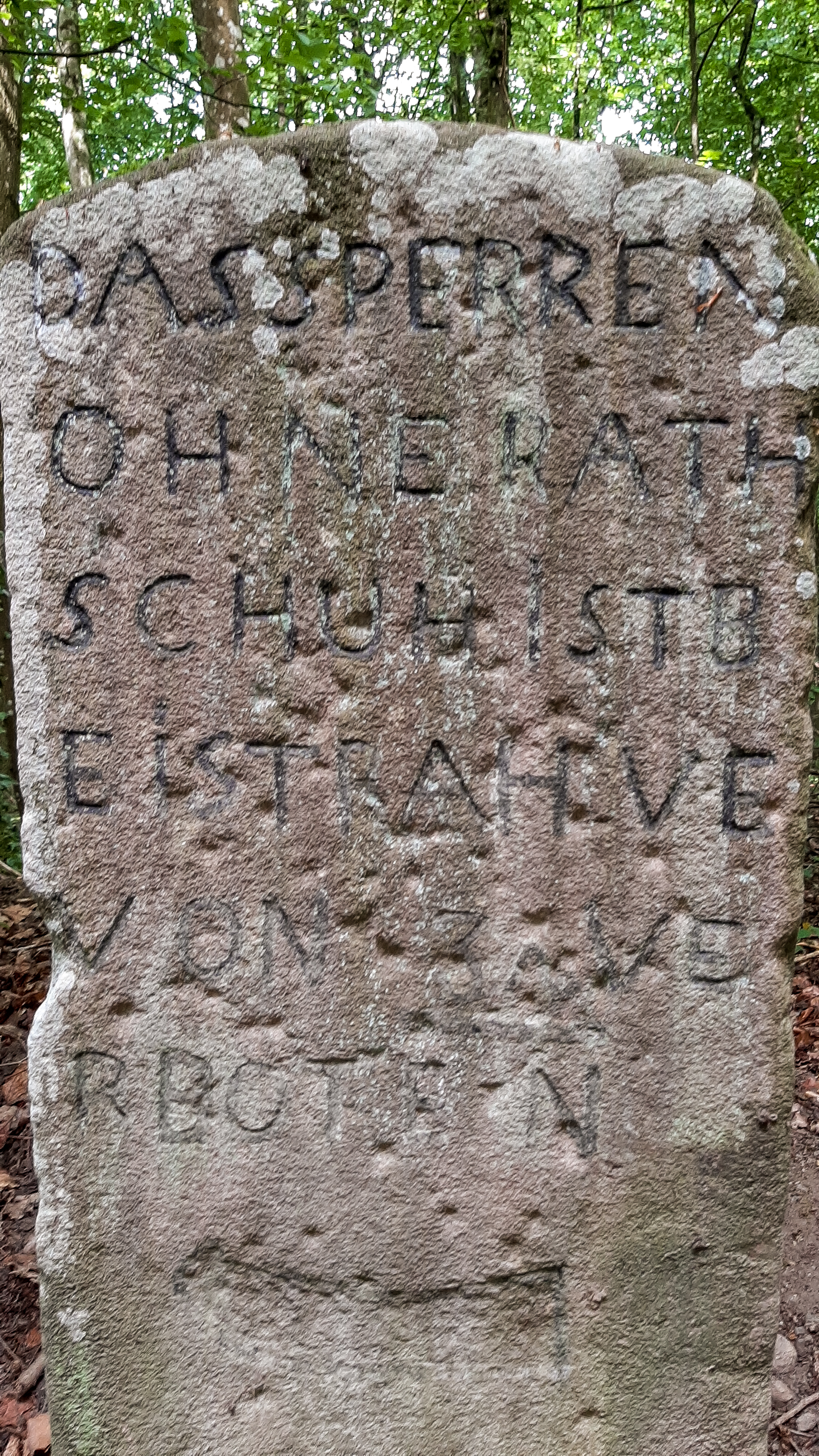
Der ca. ein Meter hohe Radschuhstein steht an der Ecke Rebhauweg/Schlegelhofweg im Wald bei Windenreute. Die Inschrift besagt: "Das Sperren ohne Rathschuh ist bei Strahve von 3 Kreuzern verboten"

Die Historikerin Michaela Schmölz-Häberlein von der Universität Bamberg hat die „Schlacht bei Emmendingen“ in den 1990er Jahren einer kritischen Neubewertung unterzogen. Ihre Schlussfolgerung: Die Schlacht bestand im Grunde nur aus einigen kleineren Scharmützeln. Sie wird demnach überbewertet und mit einer Bedeutung versehen, die sie tatsächlich nicht hatte. Nach dieser Bewertung wurde die Schlacht nach der Gründung des Deutschen Reiches (1871) als wichtiger Teil der „Befreiungskriege“ gegen den französischen „Erbfeind“ hochstilisiert. Auf französischer Seite seien die Rückzugsgefechte als heroische Tat verklärt worden, und dem in der Nähe von Emmendingen gefallenen General Beaupuy habe man mit der offiziellen Geschichtsschreibung ein Denkmal setzen wollen.
Die Hochburg auf Windenreuter Gemarkung hatte zum Zeitpunkt dieser Ereignisse ihre militärische Bedeutung schon verloren. Sie wurde mehrfach durch Brände und kriegerische Auseinandersetzungen beschädigt und wieder aufgebaut. 1688 besetzten und zerstörten französische Truppen die Anlage endgültig. Erste Sicherungsmaßnahmen begannen gegen Ende des 19. Jahrhunderts.
Im Zusammenhang mit den Napoleonischen Kriegen, der Neuordnung Europas und des Friedens von Pressburg wurden im Jahr 1805 die bis dahin vorderösterreichischen Anteile Badens mit Nachbarorten von Windenreute größtenteils der Markgrafschaft Baden zugesprochen (ab 1806 Großherzogtum Baden). Ab 1809 gehörte Windenreute zum Oberamt beziehungsweise Landkreis Emmendingen. Im Zuge einer Eingemeindung im Rahmen der geplanten Gemeindereform kam Windenreute am 1. August 1971 gemeinsam mit den Nachbarorten Kollmarsreute und Maleck zur Stadt Emmendingen.
Ein bemerkenswertes historisches Kleindenkmal in Windenreute steht an einem Waldweg nordwestlich des Ortskerns. Das Denkmal an der Ecke Rebhauweg/Schlegelhofweg stammt vom Beginn des 19. Jahrhunderts und ist das vermutlich älteste Verkehrszeichen Deutschlands. Es handelt sich dabei um einen sogenannten Bremsstein oder Radschuhstein, wie er an steilen Wegstellen aufgestellt wurde. An ihnen blockierten die Fahrer von Ochsen- und Pferdefuhrwerken üblicherweise zum Bremsen ein Hinterrad, was allerdings zu starker Erosion an unbefestigten Feld- oder Waldwegen führen konnte. Um sie zu schützen, wurden die Fuhrleute verpflichtet, einen breiten hölzernen oder steinernen Bremsschuh unterzulegen. Im Falle des Windenreuter Bremsschuhsteins drohte bei Nichtbeachtung eine Strafe von drei Kreuzern.

## Politik

### Ortschaftsrat
Die Kommunalwahl am 9. Juni 2024 führte bei einer Wahlbeteiligung von 72,58 % zu untenstehendem Ergebnis. Zum Ortsvorsteher wurde, wie in der zurückliegenden Wahlperiode, Karl Kuhn (Grüne) bestimmt.
| Partei/Liste  | Stimmenanteil | Sitze | G/V |
| Grüne         | 46,58 %       | 5     | − 1 |
| CDU           | 41,29 %       | 4     | ± 0 |
| Liste Zukunft | 12,12 %       | 1     | + 1 |

### Wappen

Wappen Windenreute

Das Wappen der Ortschaft Windenreute zeigt einen gespaltenen, das heißt senkrecht geteilten Schild. Die heraldisch rechte (vom Betrachter aus linke) Seite des Wappens zeigt einen roten Schrägstreifen auf gelbem (goldenem) Grund, es stellt das Wappen Badens dar. Die heraldisch linke Seite zeigt das Symbol der Ortschaft Windenreute, eine facettierte (geschliffene) Raute (Edelstein/Kristall) in Silber auf blauem Grund.

## Siedlung und Bevölkerung
Bis ins 18. Jahrhundert gehörten zur Vogtei Windenreute die Weiler Ober- und Niedergrombach („Krumpach“, „Krumbach“) am gleichnamigen Bach, einem Zufluss des an Windenreute vorbeifließenden Brettenbachs. Die Ortslagen leben im Straßennamen „Krumbachweg“ fort. In Windenreute lagen zudem die aufgrund von Flurnamen angenommenen, aber später verschwundenen Siedlungen Bürkleäcker, Kastelberg und Schauhof.
Die Gemeindefläche von Windenreute umfasst heute 303 Hektar, davon 61 Hektar Wald, 178 Hektar Grün- und Ackerland und etwa 50 Hektar Siedlungs- und Verkehrsfläche.
Eine Volkszählung im Jahr 1813 ergab eine Bevölkerungszahl von 284. Seither ist der Ort kontinuierlich angewachsen. Im Jahr 1900 verzeichnete die Statistik 507 Einwohner, 1950 waren es 792, 1970 bereits 1051 und 1994 dann 1351. Danach beschleunigte sich das Wachstum weiter. Im Jahr 2005 lebten 1612 Menschen in der Gemeinde, und am 23. Januar 2023 waren 1897 Personen gemeldet.

## Religion
Als markgräflich-badischer Ort wurde Windenreute in der Reformationszeit evangelisch. Noch im Jahr 1858 waren 99,5 Prozent der Einwohner evangelischen Glaubens. Das änderte sich nach und nach durch Zuzüge. 1950 betrug der Anteil protestantischer Bürger 85 Prozent und im Jahr 1970 75,5 Prozent. Mit Stand Januar 2023 sind 30,5 Prozent der Windenreuter evangelischen Glaubens, 23,3 Prozent sind Katholiken, und 46,2 Prozent gehören einer anderen Religionsgemeinschaft an oder sind konfessionslos.
In Windenreute gibt es eine evangelische Kirche, die Teil der Kreuzkirchengemeinde der Teilorte Kollmarsreute, Maleck, Wasser und Windenreute ist. Kirchengebäude anderer Konfessionen existieren am Ort nicht.

## Verwaltung
Seit 2019 ist Karl Kuhn (Grüne) Ortsvorsteher. Der zehnköpfige Ortschaftsrat setzt sich aus fünf Mitgliedern der Partei Die Grünen, vier Mitgliedern der CDU und einem Mitglied der Liste Zukunft zusammen.

## Gewerbe und Infrastruktur
Bis zur Mitte des 20. Jahrhunderts war Windenreute stark landwirtschaftlich geprägt. Heute gibt es noch zwei Agrar-Haupterwerbsbetriebe sowie fünf Nebenerwerbsbetriebe. Vier der sieben Höfe sind Grünlandbetriebe mit Milchproduktion oder Mutterkuhhaltung, drei sind Mischbetriebe. Einige ehemalige landwirtschaftliche Betriebe unterhalten Streuobstwiesen.
Hervorzuheben ist wegen seiner zusätzlichen pädagogischen Funktion das Hofgut Domäne Hochburg. Es arbeitet nach den Richtlinien des Demeter-Bio-Anbauverbandes und ist ein Ackerbaubetrieb mit Grünland für Milchproduktion, er bewirtschaftet zudem Streuobstwiesen mit seltenen Obstsorten. Als Partner des Projektes „Lernort Bauernhof“ dient der Hof auch der Bildung und Forschung, so gehört er unter anderem zum Verein Schulbauernhof Domäne Hochburg e.V.
Ebenfalls nahe der Burgruine liegen die Weinberge eines regionalen Weingutes, außerdem ein Bildungszentrum für Landwirtschaft, Sonderkulturen, Weinbau, Hauswirtschaft und den ländlichen Raum. Das Zentrum bietet fachschulische Angebote sowie Fort- und Weiterbildungsmaßnahmen an und untersteht dem Landkreis Emmendingen.
Mit Stand Januar 2023 sind in Windenreute 61 haupt- und nebenberufliche Gewerbebetriebe angemeldet, teils werden sie als Online-Handel ausgeübt. Ihre Angebote reichen von „Aufbereitung von Innenräumen in Fahrzeugen“ bis „zahnärztliche Abrechnungen“. Zu den Dienstleistern gehören unter anderem zwei Motorradwerkstätten, zwei Friseurgeschäfte, Hofläden für landwirtschaftliche Produkte, eine Bäckerei, ein Catering-Dienstleister, eine Heilpraktikerin, ein Landgasthaus mit Catering sowie eine auf Obstbrände spezialisierte Destillerie.
Sechs Unterkünfte bieten Gästezimmer an, darunter fünf Pensionen mit zusammen 14 Wohnungen und Zimmern, außerdem der genannte Landgasthof mit sieben Doppelzimmern. Ein überregional bekanntes Hotel mit 63 Zimmern schloss im Jahr 2021 nach 46 Jahren. Die Immobilie soll laut dem neuen Eigentümer mittelfristig einem Neubaugebiet weichen.
Insgesamt bietet Windenreute wenige Arbeitsmöglichkeiten. Nur vier Kleinbetriebe beschäftigen Personen außerhalb der jeweiligen Betreiberfamilie. Seit etwa der Mitte des 20. Jahrhunderts arbeiten die meisten berufstätigen Einwohner in der Kernstadt, etwa in einer nahe gelegenen psychiatrischen Klinik (Zentrum für Psychiatrie Emmendingen), in Senioren- und Pflegeheimen sowie in Industriebetrieben. In den letzten Jahren gab es viele Zuzüge aus dem Umfeld der knapp 20 Kilometer entfernten Großstadt Freiburg i.Br. Die Arbeitsplätze dieser Personen dürften großteils auch weiterhin dort liegen. Genaue Daten zur Zahl der Pendler werden nicht erhoben.

## Verkehr
Ab 2026 soll Windenreute am Fahrradverleihsystem Frelo teilnehmen. Weitere Stationen sollen in Emmendingen, Maleck, Kollmarsreute und Sexau entstehen.

## Vereine und bürgerschaftliches Engagement
Windenreute hat nach wie vor einen dörflichen Charakter. Das spiegelt sich im ausgeprägten Vereinsleben wider. Folgende Vereine gibt es im Ort:
Musikverein, Schützenverein (ab 1925: „Kriegerverein“, 1956: Wiedergründung), Fußballverein (FV) Hochburg-Windenreute, Förderkreis FV Windenreute, Freiwillige Feuerwehr Emmendingen – Abt. Maleck-Windenreute, Harmonika-Freunde Windenreute, Verein zur Erhaltung der Ruine Hochburg (mit Sitz in Emmendingen), Voice Collection (Chor), Verein zur Förderung der Heimatpflege (Heimatverein), tonArt (Verein für kreative musikalische Bildung), Brettenbachgeister (Verein zur Pflege des fastnächtlichen Brauchtums), Förderverein der Grundschule Windenreute-Maleck, Freundeskreis Katze und Mensch e.V., Waldkindergarten Emmendingen e.V.
Im Jahr 2016 entstand auf Initiative von Bürgern und des Emmendinger Oberbürgermeisters das Bürgerforum „Ortsentwicklung Windenreute“, das Veränderungen in den Bereichen Verkehr, Bebauung, Versorgung und Kultur initiiert und mitgestaltet. Das Forum besitzt Rede-, Vorschlags-, Antrags- und Anhörungsrechte im Emmendinger Stadtrat und dessen Ausschüssen. Forumsmitglieder können so die gewählten Vertreter für ihre Anliegen zu gewinnen, der Stadtrat behält jedoch die letzte Entscheidungshoheit.

## Brauchtum und Trivia
Bis in die Gegenwart hält sich in Windenreute wie in anderen Dörfern am südlichen Oberrhein der Brauch des Scheibenschlagens, von dem behauptet wird, es habe seinen Ursprung in der Keltenzeit. Dazu wird auf einer Anhöhe am Rande Holz und Gestrüpp für ein großes Feuer gesammelt. Junge Männer suchen Stecken und schnitzen kleine Holzscheiben mit einem Loch in der Mitte. Am Sonntag nach Fastnacht entzündet man das Feuer und die jungen Burschen entfachen die Scheiben. Diese werden dann im Dunkeln mit dem Stecken im Loch über eine Rampe gerollt und fortgeschleudert. Die Funken sprühenden Scheiben werden traditionell mit den folgenden Worten begleitet: „Schibii, Schiboo, wem soll die Schiebe go? Die Schiebe soll der [Mädchenname] go.“ Sie sind also den „angebeteten“ Mädchen gewidmet.
Um die Hochburg ranken sich mehrere Sagen, so zum Beispiel jene um ein Goldenes Kegelspiel, das in einem verschütteten Brunnen auf der Oberburg liegen soll.
Im Jahr 2017 publizierte der Autor Thomas Erle einen Kriminalroman, der im Umfeld der Burgruine spielt.